# Le Valtin
Le Valtin är en kommun i departementet Vosges i regionen Grand Est (tidigare regionen Lorraine) i nordöstra Frankrike. Kommunen ligger i kantonen Fraize som tillhör arrondissementet Saint-Dié-des-Vosges. År 2022 hade Le Valtin 74 invånare.

## Befolkningsutveckling
Antalet invånare i kommunen Le Valtin
| Referens: INSEE |